# Fisunia
Fisunia ist ein osttimoresischer Ort im Suco Hoholau (Verwaltungsamt Aileu, Gemeinde Aileu).

## Geographie und Einrichtungen
Das Dorf Fisunia liegt im Zentrum der Aldeia Saharai. Eine kleine Straße führt von hier nach Norden zum Zentrum der Aldeia und weiter in Richtung des mehr als einen Kilometer entfernten Dorfes Ouelae (Aldeia Manubata), wo sich die nächste Grundschule befindet. Nach Westen endet die Straße im einen Kilometer entfernten Nachbardorf. Die Umgebung von Fisunia ist bewaldet. Das Gebiet liegt auf einer Meereshöhe von 1312 m.